# Wireless Distribution System
Wireless Distribution System (WDS) — технологія, що дозволяє розширити зону покриття бездротової мережі шляхом об'єднання декількох точок доступу WiFi в єдину мережу без необхідності встановлення дротового з'єднання між ними (що є обов'язковим у традиційній схемі побудови мережі). Відмінною рисою технології в порівнянні з іншими рішеннями є збереження MAC-адрес клієнтів мережі.

## Опис
Точка доступу в WDS-мережі може працювати в режимі основної, релейної, або віддаленої базової станції.
Основні базові станції, як правило, під'єднуються до дротової мережі, віддалені базові станції служать для підключення клієнтів бездротової мережі, а релейні станції служать для зв'язку основних і віддалених станцій, виконуючи функцію підсилювача й передавача (ретранслятора) сигналу.
Усі базові станції WDS-мережі мають бути налаштовані на використання однієї й тієї ж частоти, методу шифрування й ключа шифрування. В цей же час допустиме використання відмінних SSID.
З недоліків цього методу варто відзначити, що пропускна здатність WDS-мережі може складати до 50% від пропускної здатности мережі зі звичайним підключенням.